# Shadia
Shadia  (n. 8 februarie 1931, Cairo, Egipt – d. 28 noiembrie 2017, Cairo, Egipt) pe numele ei real Fatma Ahmad Kamal Shaker, a fost o actriță și cântăreață egipteană. Printre cele mai cunoscute filme ale sale se numără Femeia necunoscută, Nevasta nr. 13.

## Biografie
Shadia și-a făcut debutul în 1947 în filmul Porumbelul păcii (Al-Aql Fi Ajaza), în regia lui Hilmi Rafla. De la titlul acestui film și-a luat numele de scenă sub care a ajuns să fie cunoscută. În total, ea a apărut în peste 100 de filme, inclusiv peste 30 de filme cu Kamal El-Shinawy.

## Filmografie selectivă
- 1984: La tasalni man ana
- 1981: Memories of the Valley
- 1975: La femme aux deux visages
- 1970: Nahnu La Nazraa Al-shok
- 1969: Quelque chose de la peur
- 1968: My Wife's Goblin
- 1967: Mabodet el gamahir
- 1967: My Wife's Dignity
- 1966: Ma femme est directeur général
- 1965: Dearer Than My Life
- 1964: A Thousand and One Nights
- 1964: The Road
- 1963: Alley of the Pestle (Zouqâq al-Midaqq), regia Hasan El-Emam
- 1963: The Miracle
- 1962: Le voleur et les chiens
- 1962: The Student
- 1962: Nevasta nr. 13 (Al zouga talattashar), regia Fatin Abdulwahhab
- 1961: Arabu no arashi
- 1960: Angoisse d'amour
- 1960: Femeia necunoscută (El Murra el maghoula), regia Mahmoud Zulfikar
- 1959: The Fugitive
- 1959: Virgin Hearts
- 1958: La faute de mon bien-aimé
- 1957: Adieu mon amour
- 1957 : C'est toi mon amour
- 1957: Lawahez
- 1957: Wakeful Eyes
- 1956: The Shore of Memories
- 1956: Dalila
- 1956: Farewell at Dawn
- 1956: La sangsue
- 1955: Once in a Lifetime
- 1955: Song of Truth
- 1954: Appointment with Life
- 1954: I'm on My Own
- 1954: One Must Be Fair
- 1954: Stronger Than Love
- 1954: The Adventures of Ismail Yassine
- 1954: The Honourable Thief
- 1954: Women of Pleasure
- 1954: Women Can't Lie
- 1953: A Father's Mistake
- 1953: Between Two Hearts
- 1953: Guard Your Tongue
- 1953: I and My Love
- 1953: I Made a Mistake
- 1952: A Drop of Dew
- 1952: Love All the Way
- 1952: My Children
- 1952: My Mother-in-Law Is an Atomic Bomb
- 1952: The Embezzler's House
- 1952: The Unlucky One
- 1952: To Whom Do I Complain?
- 1952: Joie des cœurs
- 1951: Storm in Springtime
- 1951: The Caravan Continues
- 1951: Through Thick and Thin
- 1951: La chanson du téléphone
- 1950: Calumnied by the People
- 1950: Just My Luck!
- 1949: She Has Only a Few Piastres
- 1949: Les commérages
- 1948: Justice from Heaven
- 1948: The Doves of Peace (Hamamet el salam), regia Helmy Rafla